# Oude Haagseweg

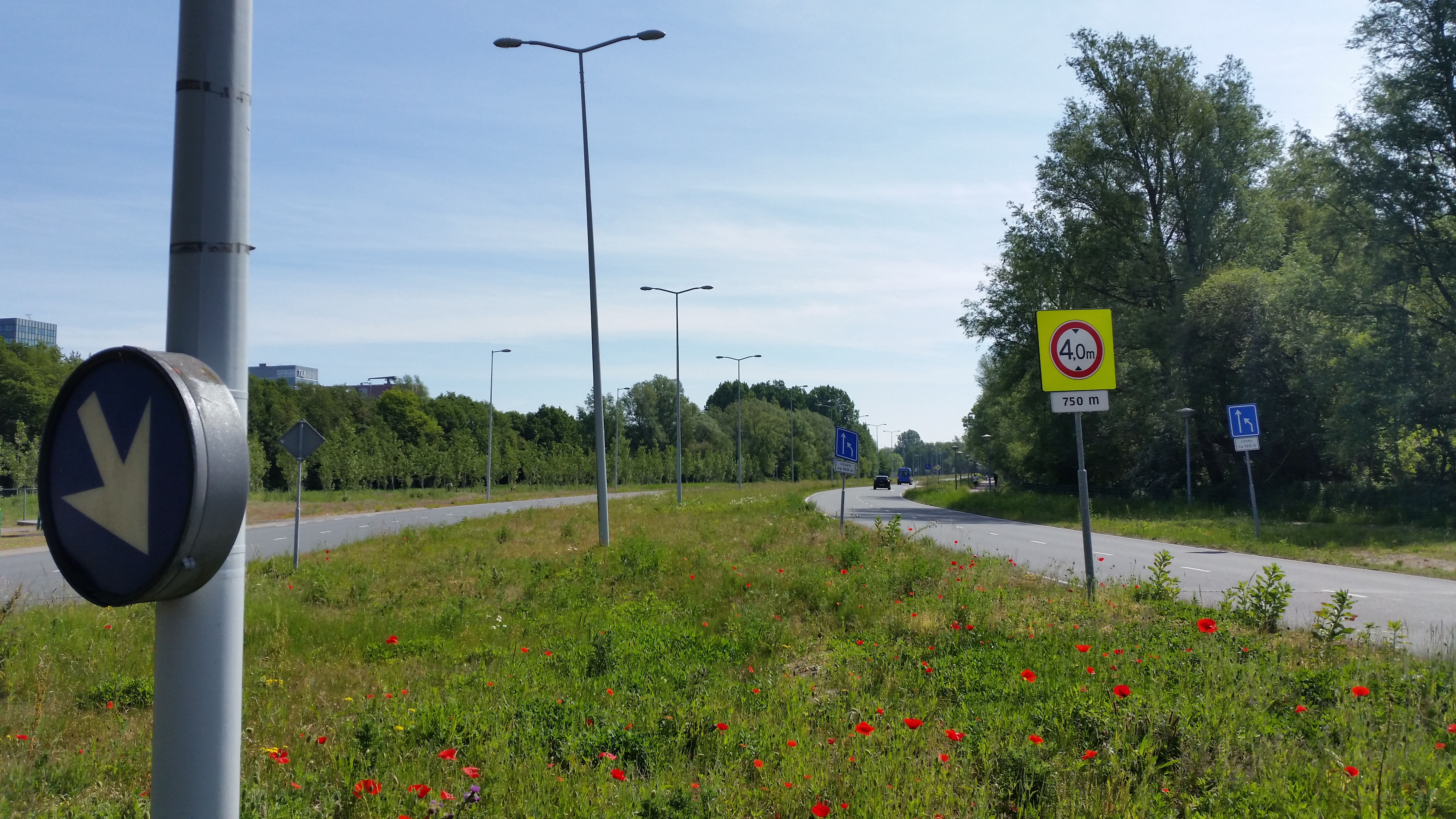
Oude Haagseweg in mei 2020, vanaf ingang De Oeverlanden richting oost

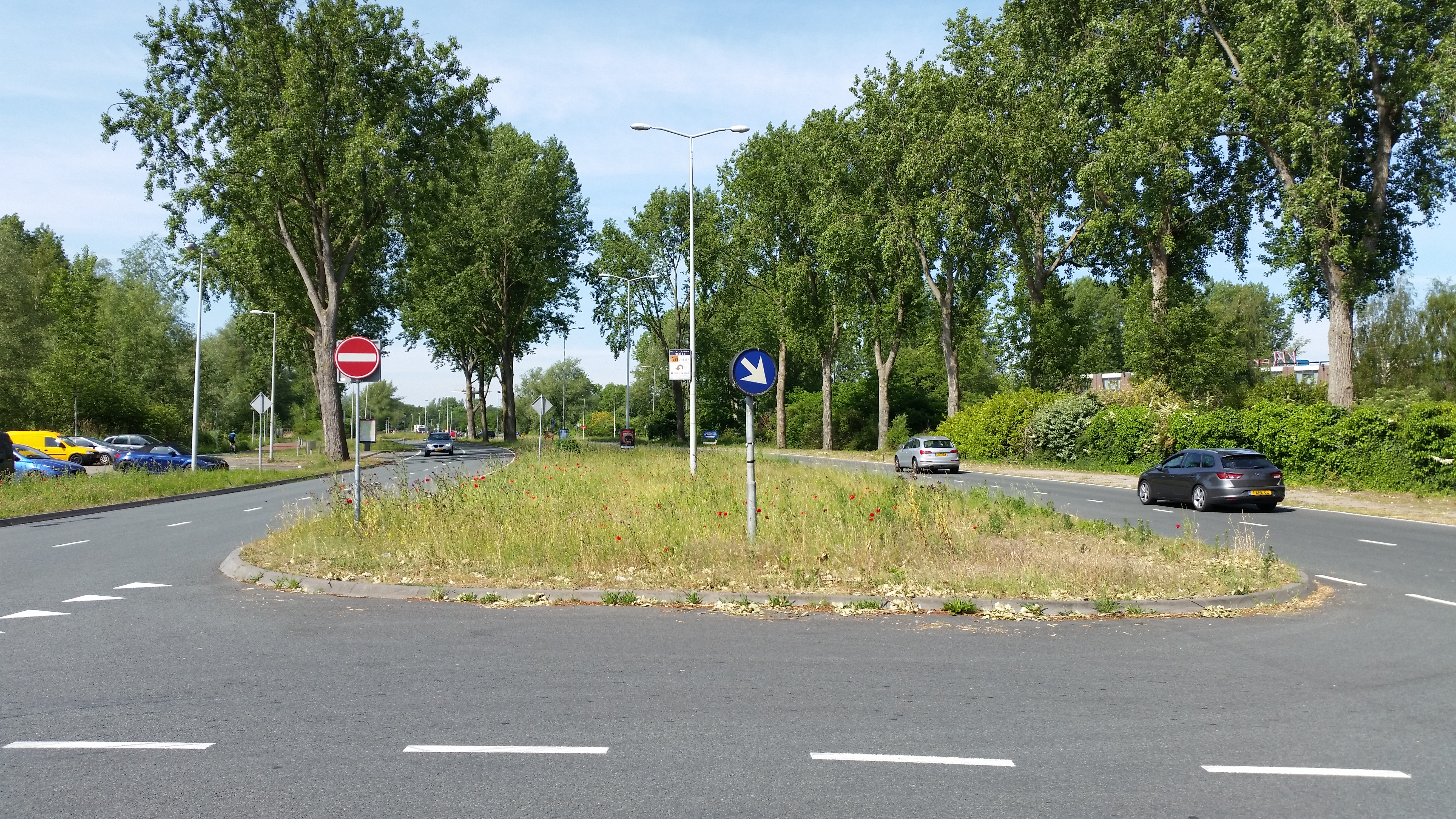
Oude Haagseweg in mei 2020, vanaf ingang De Oeverlanden richting west

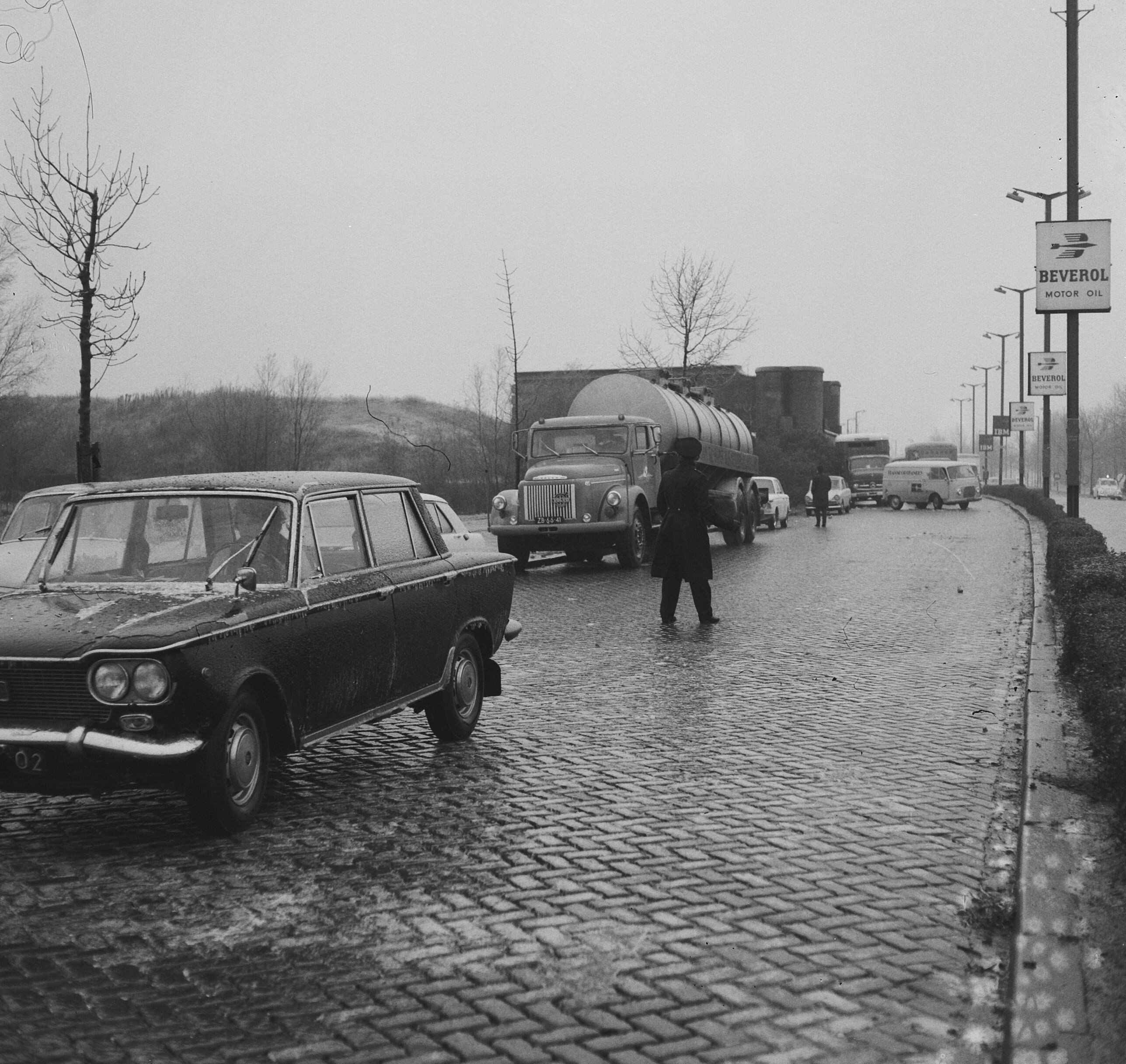
Oude Haagseweg in 1965, met links achter een bruggenhoofd van het Spoorwegviaduct Sloterweg

De Oude Haagseweg is een weg in Sloten in de gemeente Amsterdam, gevormd door het overgebleven deel van de eerste snelweg van Amsterdam naar Den Haag.
De weg loopt sinds 1975 vanaf de Johan Huizingalaan in Amsterdam Nieuw-West door de Riekerpolder, in westelijke en zuidwestelijke richting over de Ringvaart van de Haarlemmermeerpolder en vervolgens door de gemeente Haarlemmermeer (buurtschap Nieuwe Meer) tot aan de rijksweg 9 bij Schiphol-Noord.
Het oostelijke deel van de weg, tussen Johan Huizingalaan en de Anderlechtlaan, maakt deel uit van de zijtak van de stadsroute s107. Op het zuidwestelijke deel, waaronder de Oude Haagsebrug over de Ringvaart, is een vrije busbaan ingericht voor het R-net en GVB, een vorm van hoogwaardig openbaar vervoer. Hier loopt ook een doorgaand fietspad langs de weg dat deel uitmaakt van het fietsknooppuntennetwerk.
Het Amsterdamse gedeelte van de Oude Haagseweg biedt toegang tot het Mercure Hotel Amsterdam West, het natuurgebied en recreatiegebied De Oeverlanden, de kunstenaarscomplexen (broedplaatsen) Rijkshemelvaart en Nieuw en Meer en de jachthaven Driessen. Bij een ingang van De Oeverlanden staat het kunstwerk Giant pink glasses van Daniella Rubinovitz en aan de gebouwen van de voormalige Rijksluchtvaartdienst op nummer 50 hangt een reliëf van Hans Verhulst. Aan het Haarlemmermeerse deel van de weg is de ingang van de golfclub The International.

## Geschiedenis
Tot aan de droogmaking van het Haarlemmermeer ging het verkeer tussen Amsterdam en Zuid-Holland via Haarlem. Na aanleg van het vliegveld Schiphol moest al het verkeer vanuit Amsterdam in de jaren twintig en dertig van de 20e eeuw via de smalle Sloterweg, Sloterbrug en de Nieuwemeerdijk.
De bouw van een basculebrug (later een vaste brug) over de Ringvaart begon in 1934. De snelweg doorsneed de toen nog landelijke Riekerpolder en sloot even ten westen van de Ringspoorbaan aan op het oude tracé van de Sloterweg naar het Aalsmeerplein.
Als onderdeel van de Rijksweg 4 (Amsterdam - Den Haag) werd in 1938 de weg Amsterdam - Schiphol - Sassenheim - Leiden in gebruik genomen, de eerste rechtstreekse autoweg tussen Amsterdam, Haarlemmermeer en Zuid-Holland. Amsterdam kreeg hierdoor ook een betere verbinding met het vliegveld Schiphol. Het Amsterdamse deel van deze weg heette Haagsche weg, later Haagseweg.
Bij de splitsing van de Haagseweg en de Sloterweg werd in 1957 een van de eerste motels in Nederland gebouwd. Dit Motel Amsterdam is in 1978 vervangen door een nieuw gebouw bij het Nieuwe Meer, het Euromotel, tegenwoordig Mercure Hotel Amsterdam West.
In 1966 en 1972 werden de Amsterdamse gedeelten van de Rijksweg 4 vervangen door een nieuwe autosnelweg die in 1972 aansluiting kreeg op de Ringweg (A10) op het nieuwe knooppunt De Nieuwe Meer. Een deel van het oude tracé van de Haagseweg, tussen de Geer Ban (sinds 1991 Anderlechtlaan) en het Aalsmeerplein is daarna opgebroken. Hier zijn inmiddels kantoorgebouwen verrezen. Twee oude populieren bij de Johan Huizingalaan markeren anno 2012 nog de plek waar deze weg lag. Aan de Haarlemmermeerse kant heeft er nog enkele jaren het viaduct over de Oude Schipholweg gelegen, een deel van het talud daarvan ligt er nog, naast het Ibishotel. Iets verderop, aan de andere kant van de Schipholweg, is aan de waterlopen nog het verloop van de oude snelweg te zien.
Het overblijvende deel werd in 1975 hernoemd tot Oude Haagseweg. Ook het daarop aansluitende nieuwe weggedeelte tussen de Geer Ban (Anderlechtlaan) en de Johan Huizingalaan kreeg deze naam. Bij de Anderlechtlaan kwamen toegangen naar het recreatiegebied De Oeverlanden. Het gedeelte ten westen van de Anderlechtlaan tot en met de brug werd onderdeel van de fietsroute vanaf Badhoevedorp, via de Nieuwemeerdijk, de Oude Haagseweg, De Oeverlanden en het Jaagpad naar Amsterdam-Zuid. Het meest westelijke weggedeelte bleef jarenlang ongebruikt liggen. In 2002 werd het weggedeelte tussen de Anderlechtlaan en Schiphol-Noord in gebruik genomen als vrije busbaan. In 2024 startte de vervanging van de brug over de Ringvaart door nieuwbouw.
Het nieuwe traject van Rijksweg 4 (tegenwoordig meer bekend als A4) kreeg in 1975 de straatnaam Nieuwe Haagseweg.